# Nara-præfekturet
Nara-præfekturet (奈良県 Nara-ken) er et præfektur i Japan.
Præfekturet ligger i regionen Kansai på den vestlige del af Japans hovedø Honshū. Det har et areal på 3.691 km2
og et befolkningstal på 1.319.305 (2021) indbyggere. Hovedbyen er byen Nara.